# هیل ولی
هیل ولی (به انگلیسی: Hill Valley) شهری تخیلی در سری فیلم‌های بازگشت به آینده است. در این سه‌گانه چهار زمانه مختلف از این شهر (۱۸۸۵، ۱۹۵۵، ۱۹۸۵ و ۲۰۱۵) را مشاهده می‌کنیم.